# 反响映射
反响映射（英語：reverberation mapping）是天体物理学中通过观测活动星系核中宽发射线对于连续谱的响应来测量宽发射线区（英語：broad emission-line region, BLR）半径的方法。
通过这种方法可以测量活动星系中心超大质量黑洞的质量。此方法直接测量由引力引起的黑洞周围气体的运动，因而被认为是首要的质量测量方法。

## 概述
宽发射线的强度随着由吸积盘发出的连续谱的强度变化，但吸积盘的辐射需要一定的时间才能到达宽发射线区，进而激发宽发射线的辐射。通过测量这一延迟即可得出光线由吸积盘到达宽发射线区中心的距离，也就近似为宽发射线区的半径。

### 黑洞质量测量
黑洞与其绕转物有如下关系：
{\displaystyle GM_{\bullet }=fR_{\mathrm {BLR} }(\Delta V)^{2}}
其中{\displaystyle \Delta V}是绕转物的均方根速率，可由宽发射线的线宽测得。{\displaystyle G}是万有引力常数，{\displaystyle f}是一个与宽发射线区的形状有关的因子。{\displaystyle R_{\mathrm {BLR} }}是宽发射线区的半径，可由反响映射测得。